# Georgiana Huntly McCrae

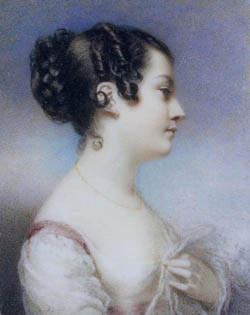
Selbstporträt von Georgiana Huntly McCrae, 1824

Georgiana Huntly McCrae (* 15. März 1804 in London; † 24. Mai 1890 in Hawthorn bei Melbourne) war eine schottisch-australische Malerin und Tagebuchschreiberin.

## Früheres Leben
Georgiana wurde als uneheliche Tochter von George, Marquis of Huntly und späteren 5. Duke of Gordon, und Jane Graham von Rockmoor geboren. Ihr Vater spielte in ihrem Leben kaum eine Rolle und sie verbrachte ihre frühste Kindheit in Schottland bei ihren Großeltern. 1809 lebte Georgiana mit ihrer Mutter im London Borough of Camden, wo sie eine Klosterschule besuchte. Nach etwa zwei Jahren musste sie die Schule wechseln, da das Schulgeld nicht mehr bezahlt wurde, kurze Zeit später erkannte man im Claybrook House in Fulham ihr Talent. Darauf wurde Georgiana zu Hause unterrichtet.

## Ausbildung, Lehre und Akademie
Georgianas erster Kunstlehrer war Louis Mauleon, unter ihm lernte sie mit schwarzer und roter Kreide zu zeichnen. Nach dem Tod ihrer Tante, Margarethe Graham († 1813), erbte sie deren Haus und 400 £. Im darauf folgenden Winter bekam sie Musikunterricht vom Romanschriftsteller Frances Holcroft und 1814 bei dem Maler John Varley (1778–1842). Unter der Obhut von Abbé Huteau waren John Glover (1767–1849) und John Thomas Serres (1759–1825) weitere Lehrer. Später schrieb sie sich an der Royal Academy of Arts ein und wurde mit der Schweizerin Angelika Kauffmann (1741–1807) und Mary Anne Knight († 1816), Mutter des britischen Lordkanzler Thomas Wilde, 1. Baron Truro, verglichen. 1820 gewann sie die Silbermedaille der Londoner Royal Society of Arts für das Gemälde, das ihren Großvater den 4. Duke of Gordon, zeigte und 1821 Bildnis einer französischen Dame.

## Heirat und Kinder
Am 25. September 1830 heiratete Georgiana Huntly McCrae auf Gordon Castle bei Edinburgh ihren Cousin (ersten Grades) Andrew Murison McCrae (1800–1874). Aus der Ehe gingen sieben Kinder hervor, darunter George Gordon McCrae (1833–1927). Sie lebten abwechselnd in Edinburgh, Westminster und London. In der ganzen Zeit gab sie die Malerei nicht auf und nahm ihre Familie oft zu Studienzwecke.

## Späteres Leben
Im November 1838 schiffte sich ihr Mann auf der Royal Saxon nach Australien ein und Georgiana musste wegen Geburtskomplikationen in London bleiben. 1840 traf sie mit ihren Kindern in Sydney ein und sie zogen nach Melbourne, wo er als Anwalt praktizieren konnte. Hier lernte sie den Schriftsteller William Howitt, den Maler Nicholas Chevalier, die Schriftstellerin und Malerin Louisa Anne Meredith, sowie die Malerin Julie Visseux, kennen. Bei einer Malstudie in der Umgebung, wo sie die Ureinwohner und Landschaft malte, zog sich Georgiana eine Hüftverletzung zu. 1867 trennte sich das Ehepaar, Andrew McCrae ging als Amtsrichter nach Kilmore und Georgiana reiste nach Großbritannien, wo sie bis 1874 blieb.
1934 veröffentlichte ihr Enkel Hugh McCrae ihr Tagebuch mit Bildern und Skizzen der australischen Tier- und Pflanzenwelt.